# Quilha (náutica)

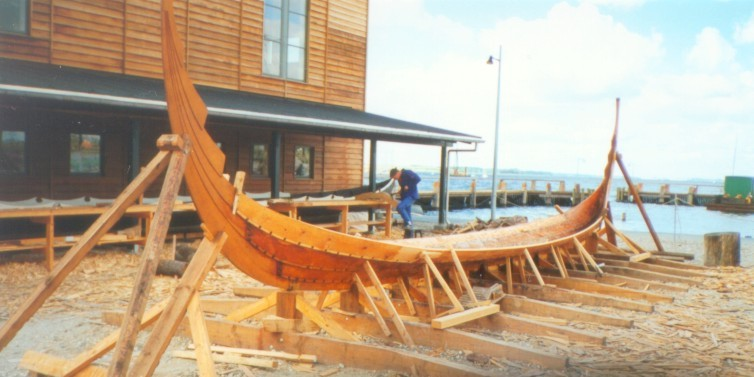
Imagem 1 — Quilha

A quilha é em náutica uma peça forte — na origem em madeira — da embarcação que se estende da proa à popa, na parte inferior da nave, e se fixam as peças curvas onde se pregam as tábuas do costado. Termina na proa pela roda da proa e na popa pelo cadaste. É uma verdadeira espinha dorsal da embarcação.
Como o mostra na Imagem 1, a quilha é uma peça estrutural do casco que não deve ser confundida com o patilhão que serve para equilibrar a embarcação (Imagem 2). Por vezes fala-se de quilha lastrada pois a forma do patilhão confunde-se com o quilha, constituindo uma peça única, como era muito usual ver-se nos antigos veleiros, e onde mesmo o leme fazia parte (Imagem 3).

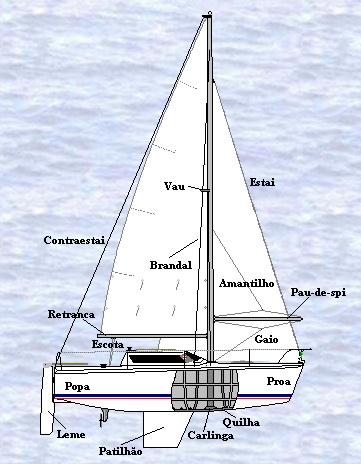
Imagem 2 — Localização da quilha e do patilhão

Imagem 3 — Quilha lastrada

## Definições
Chama-se de falsa quilha a peça que serve para reforçar a quilha do lado exterior da embarcação, e a que a reforça do lado interior chama-se contraquilha.
Nos veleiros de quilha corrida, o casco e a quilha exercem as funções desempenhadas pelo patilhão.

## Cálculos
Nas embarcações à vela, por exemplo; sempre existiu um determinado cálculo que se faz em estaleiro para determinar o tamanho e profundidade da quilha com relação à proporcionalidade de armadoria da nave (entendendo-se armadoria aqui, no sentido náutico da palavra, ou seja, à somatória dos diversos vetores de forças de todo o sistema de arvoredo de mastreação, cordoalha do velame e velame em si, que varia de nave para nave); de forma geral, devendo ter o mesmo tamanho vetorial, tanto na profundidade de quilha como da altura de armadoria vetorial.
Nos diversos estaleiros se fazem os cálculos do tamanho e necessidade da quilha para determinada nave, dependendo do tamanho dessa embarcação, propulsão e do trabalho de física que essa nave deve realizar.

## Embarcações de guerra
Nas embarcações de guerra à vela é ainda mais profunda a quilha do que a altura da armadoria (cálculo vetorial do momento de física, sendo sempre em escala ao cálculo vetorial de ação e reação física, em cadeia vetorial, quando se trata de naves de guerra (geralmente construídas em estaleiro especial ou arsenal de Marinha); isso sendo devido aos disparos de grande número de canhões de tipo naval, de maior potência e simultâneos (às vezes de um só bombordo ou estibordo), vetorialmente calculados e à ação dos ventos também simultaneamente calculados, que formam as maiores derivadas laterais em mares bravios, tudo devendo ser calculado nos mínimos detalhes sejam no que se refira ao diverso tipo, tamanho e propulsão da nave, seja à construção naval em estaleiro ou em arsenal de Marinha.